# Forte Cimo Grande

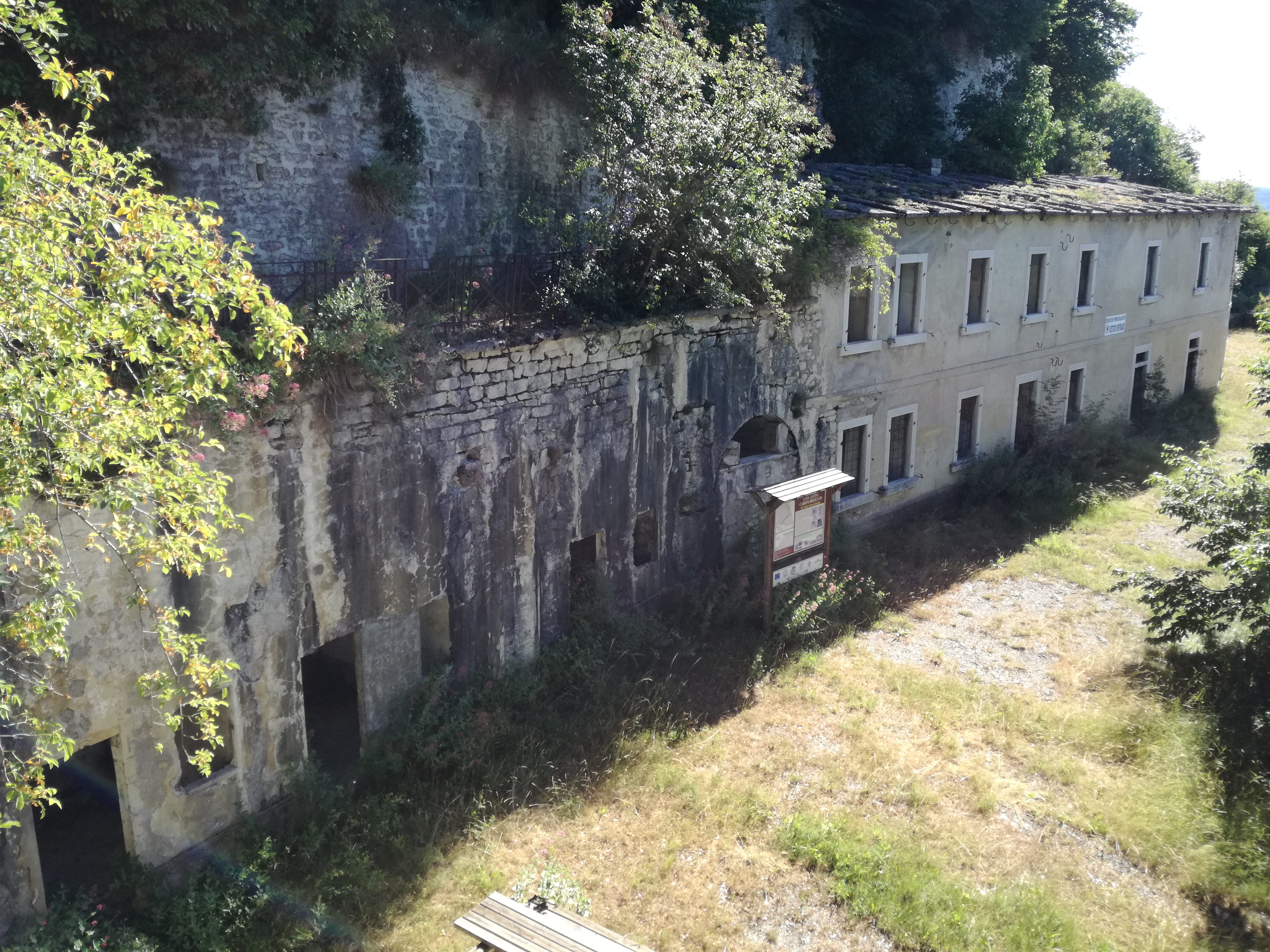
Forte Cimo Grande – Kehlseite

Forte Cimo Grande ist ein ehemaliges italienisches Festungswerk auf dem Monte Baldo in der Provinz Verona. Es wurde 1914 fertiggestellt und zählte zu den modernsten Fernkampfwerken, die Verona schützen sollten.

## Lage
Das Werk wurde auf einem Felsvorsprung südlich des Monte Cimo Grande auf 909 m s.l.m. im Ortsteil Spiazzi der Gemeinde Caprino Veronese am südöstlichen Rand des Monte Baldo errichtet. Es liegt direkt am Abbruch zum etwa 750 m tiefer gelegenen Etschtal.

## Geschichte
Das Werk wurde zwischen 1905 und 1914 errichtet. Es gehörte zu dem von Italien nördlich von Verona angelegten Sperrgürtel, der einen österreichisch-ungarischen Durchbruch über das Etschtal und die angrenzenden Berge aufhalten sollte. Mit dem Forte Bocchetta Naole und einigen weiteren offenen Artilleriestellungen bildete es die rechts der Etsch liegende Sperrgruppe Bocchetta mit etwas mehr als 30 Geschützen. Zusammen mit dem südöstlich auf der gegenüberliegenden Talseite gelegenen Forte Masua sollte Forte Cimo Grande vor allem das Etschtal sperren.
Es stellte das modernste italienische Fernkampfwerk des ganzen Verteidigungsabschnittes dar. So besaß das Werk einen getrennten Batterie- und Unterkunftsblock, im Gegensatz zu den nach dem Genieoffizier Enrico Rocchi benannten Anlagen, in denen beide Bereiche in einem einzigen Kasemattenblock untergebracht waren.
Wie die anderen Festungsanlagen der Sperrgruppe lag es nach dem italienischen Kriegseintritt im Mai 1915 weit hinter der Frontlinie, so dass es im Verlauf des Ersten Weltkrieges keine Rolle spielte. Nach dem Ende des Krieges wurde die Anlage und das dazugehörige Grundstück an eine private wohltätige Stiftung verkauft. Diese richtete in der ehemaligen Werkskaserne sowie im Unterkunftsblock ein Ferienheim für lungenkranke Kinder ein, das ab 1924 genutzt wurde. Im Zweiten Weltkrieg wurde die Anlage von der Gioventù italiana del littorio einer Jugendorganisation der faschistischen Partei in Beschlag genommen. Nach dem Krieg gelangte sie wieder in den Besitz der Stiftung, die den ehemaligen Unterkunftsblock noch bis 1954 als Schlafstätte benutzte, während die ehemalige Werkskaserne saniert wurde und noch als Ferienheim dient.

## Beschreibung
Forte Cimo Grande wurde geschickt den örtlichen Gegebenheiten am Rande des vom Monte Baldo zum Etschtal abfallenden Hanges errichtet. Es besteht aus einem Batterieblock und einem etwa 30 m tiefer liegenden Werksbereich sowie der etwa 200 m südwestlich vom unteren Werksbereich liegenden Kasernenanlage. Auf der West- und Nordseite ist die Anlage von einem etwa 6 m tiefen und 8 m breiten Werksgraben umgeben, der stark zugewachsen ist und deshalb auf den ersten Blick nicht weiter auffällt.
Am unteren auf der Kehlseite liegenden Werksbereich, der von einem ummauerten Hofbereich umgeben ist und direkt am Steilabfall zum Etschtal liegt, endet auch die Armierungsstraße. Links des Eingangs befindet sich der Treppenaufgang mit einer krenelierten Mauer, die zu einer Infanteriestellung an der Westseite der Anlage führt. Die Kehlseite kann in zwei klar getrennte Bereiche abgegrenzt werden. Im Osten zum Etschtal hin lagen die Unterkünfte, die in einem zweigeschossigen kasernenähnlichen Gebäude untergebracht waren, da sich direkt an die Felswand anschmiegt und sonst nicht weiter geschützt war. Von diesem hebt sich der westlich einstöckig angrenzende Flügel deutlich ab, in dem sich die Wachstube und andere Versorgungseinrichtungen befanden, der aus dicken Blocksteinmauerwerk errichtet worden war. Daran schloss sich am äußersten westlichen Ende die kavernierte Pulverkammer an, die mit einer ausgemauerten Poterne mit dem Fort verbunden ist. An der Nahtstelle der beiden Werksteile liegt die Poterne mit unzähligen Stufen zum 30 m höheren Batterieblock. Am Beginn des Aufgangs liegt links davon die Munitionskammer, in der die Artilleriegranaten für den Einsatz vorbereitet und zusammengesetzt wurden, bevor sie mit einem Lastenaufzug über die gleiche Poterne in den Batterieblock transportiert wurden.
Den höher auf der Kuppe liegenden Batterieblock erreicht man über einen westlich liegenden Saumweg, der am Rand des Werksgraben entlangführt. Eine Brücke über den Graben führt auf das betonierte Verdeck, auf dem sich zahlreiche Antennen und Sendeanlagen befinden. Von den vier Geschützbrunnen für die 149-mm-Geschütze sind noch drei vorhanden, auf dem äußersten östlichen Brunnen befindet sich eine Sendeeinrichtung. Zugemauert wurde auch die daneben liegende Beobachtungskuppel des Artilleriebeobachters. Von den restlichen drei Geschützbrunnen führen Treppen in den etwa 4 m darunter liegenden Batterieblock. Allein die fünf Panzerkuppeln ragten aus dem in der Bergkuppe errichteten Batterieblock hervor.

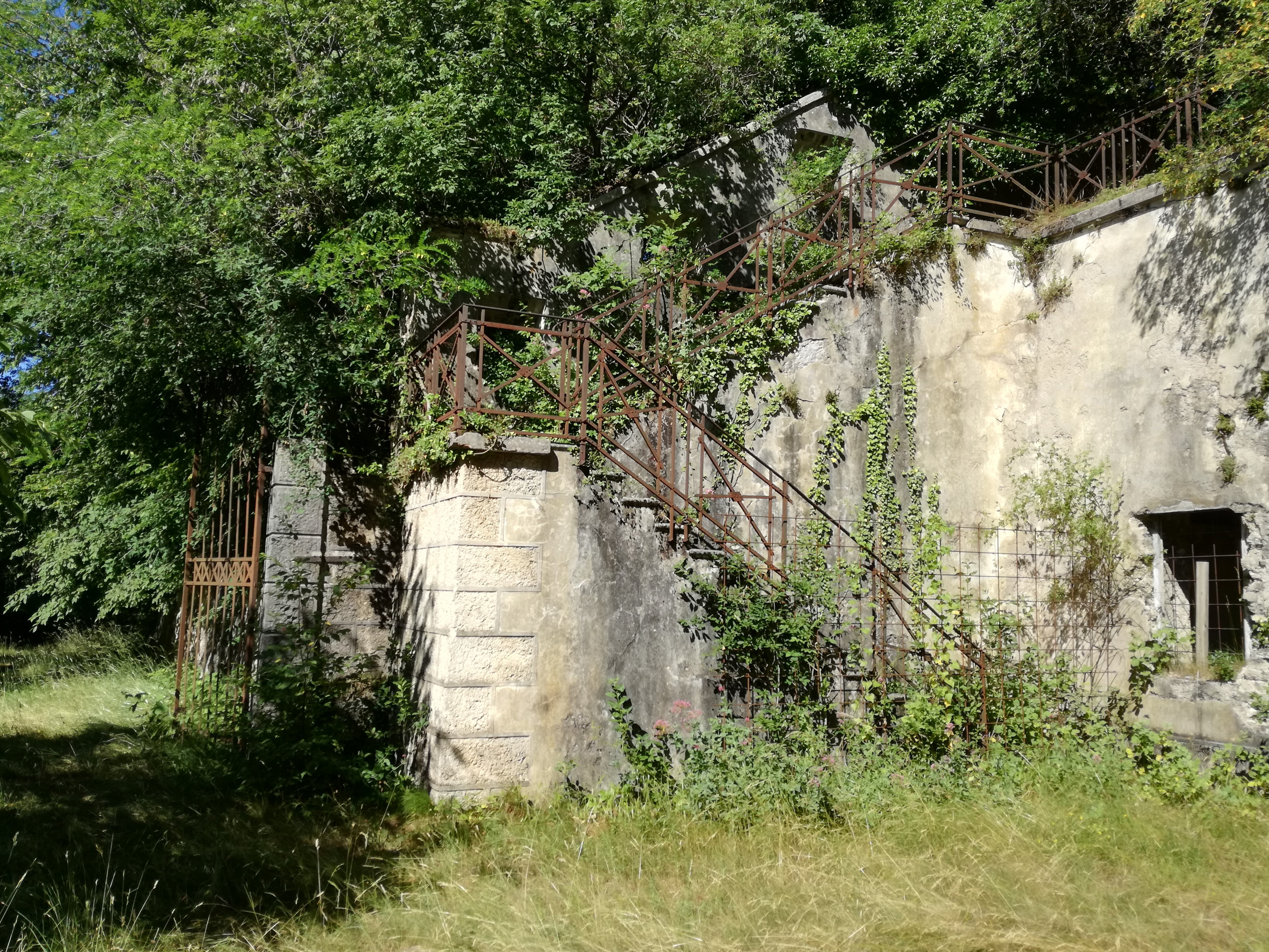
Eingang mit krenelierter Mauer und Aufstieg zur Infanteriestellung
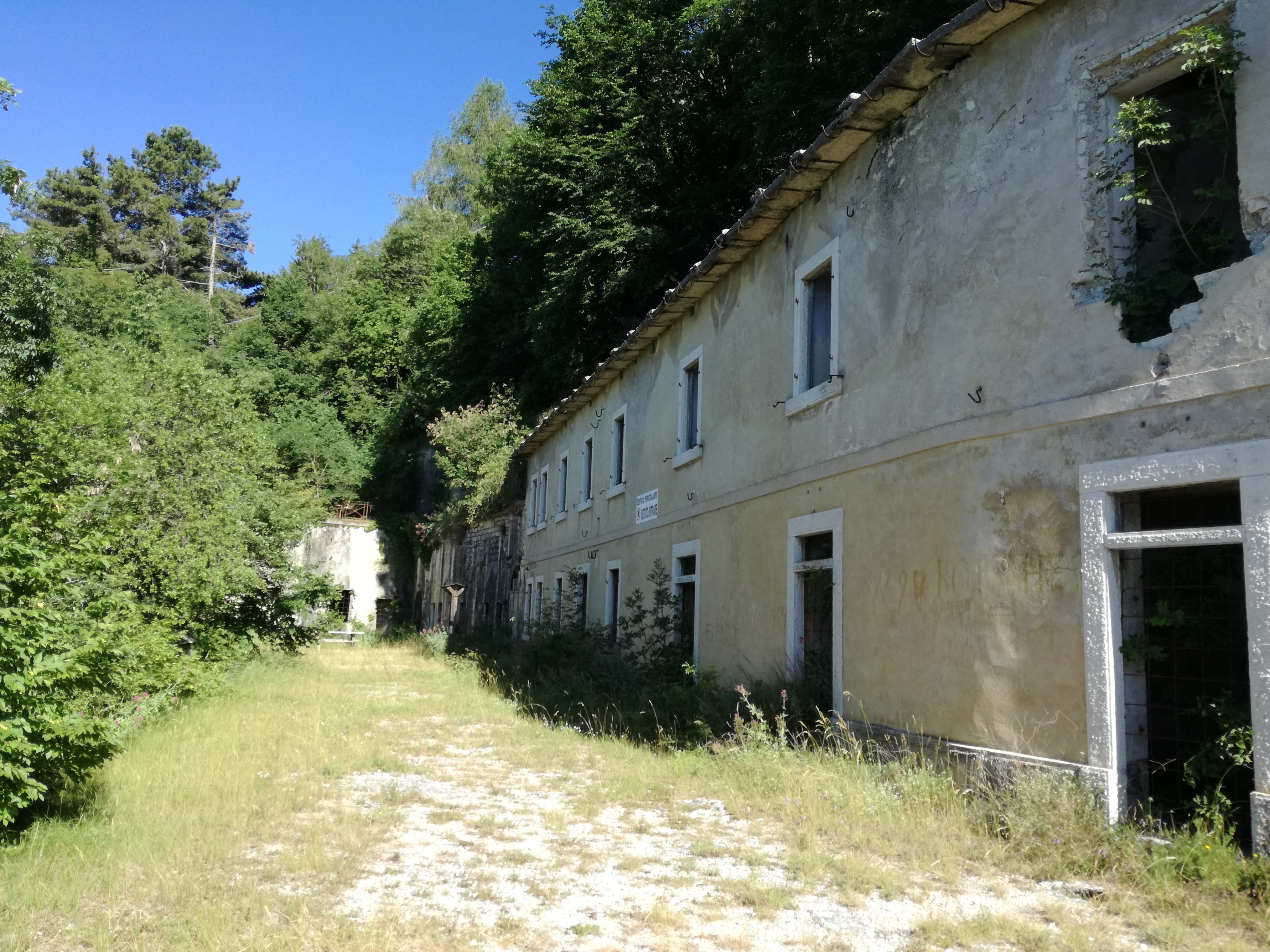
Zweigeschossiger Unterkunftsblock
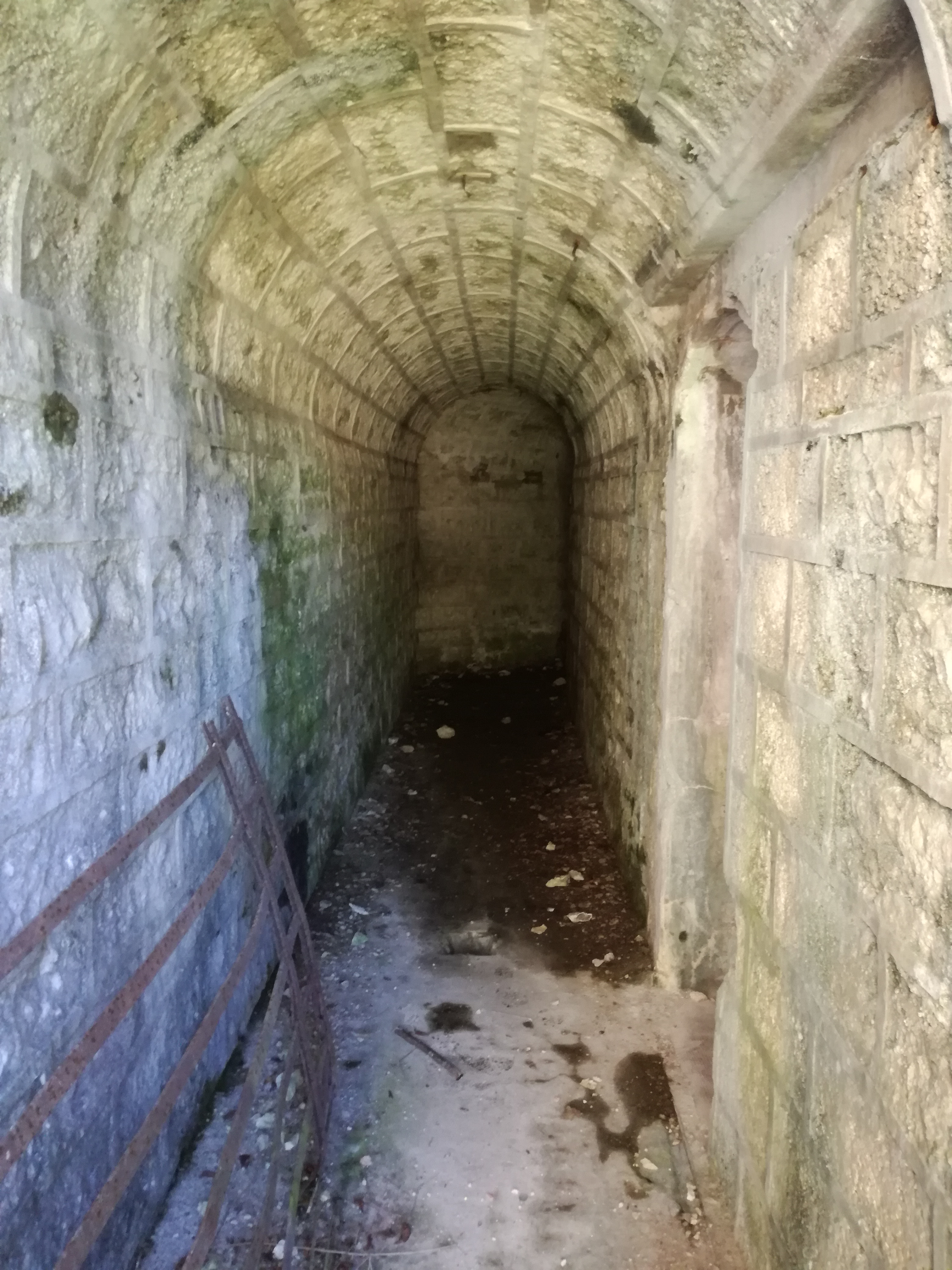
Poterne zur Pulverkammer
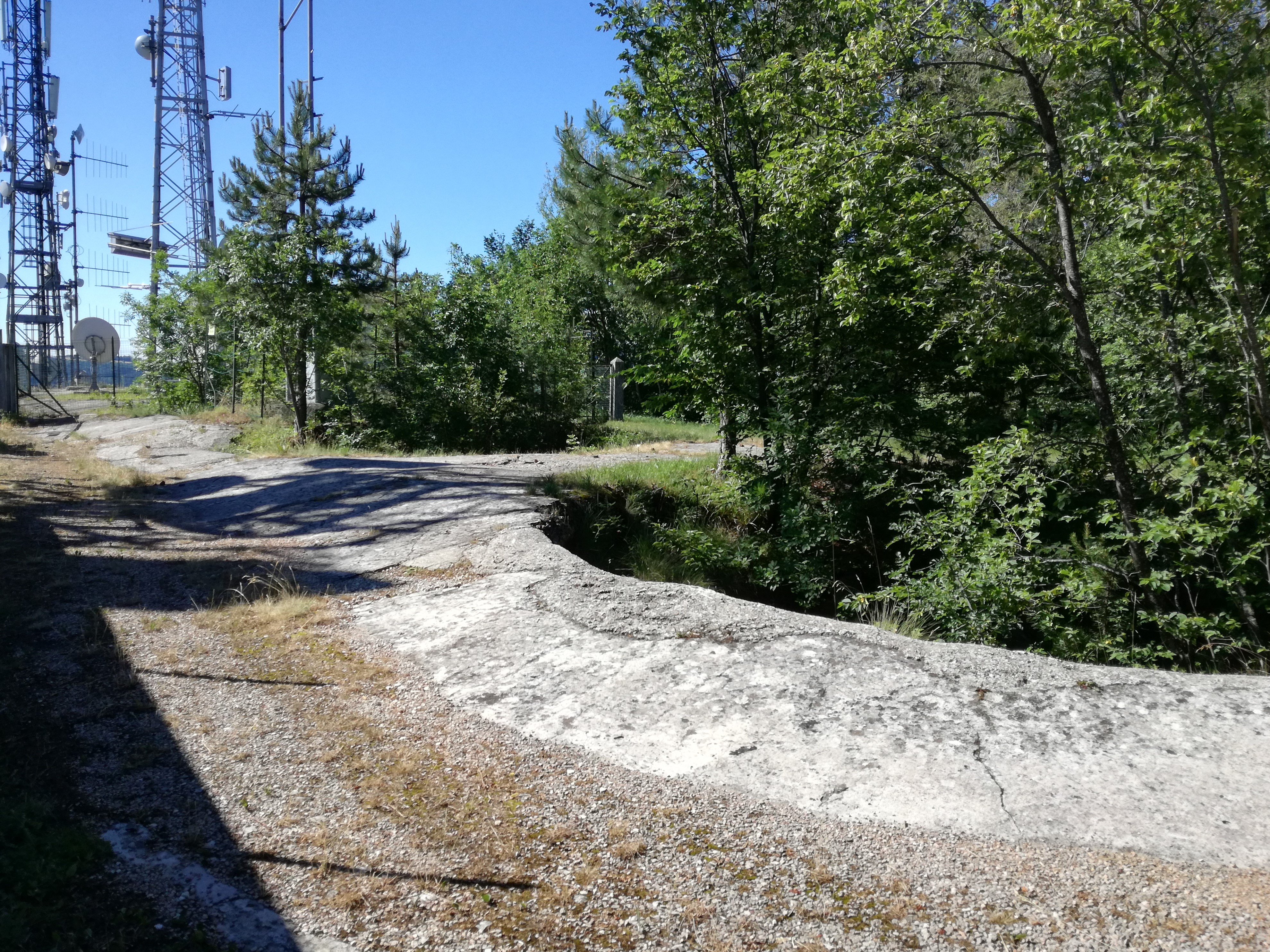
Verdeck mit zugewachsenen Geschützbrunnen
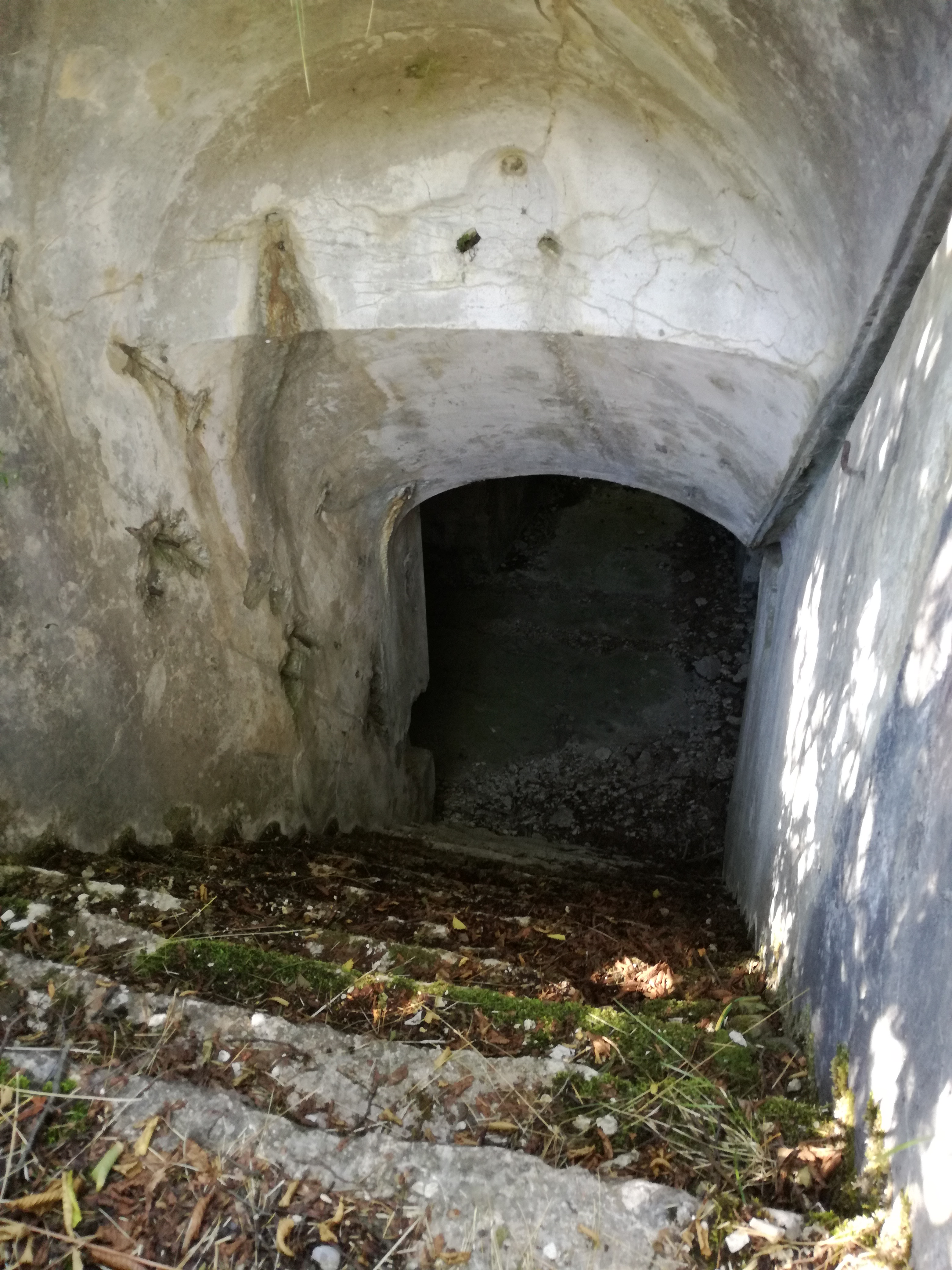
Treppenabstieg von einer Panzerkuppel in den Batterieblock
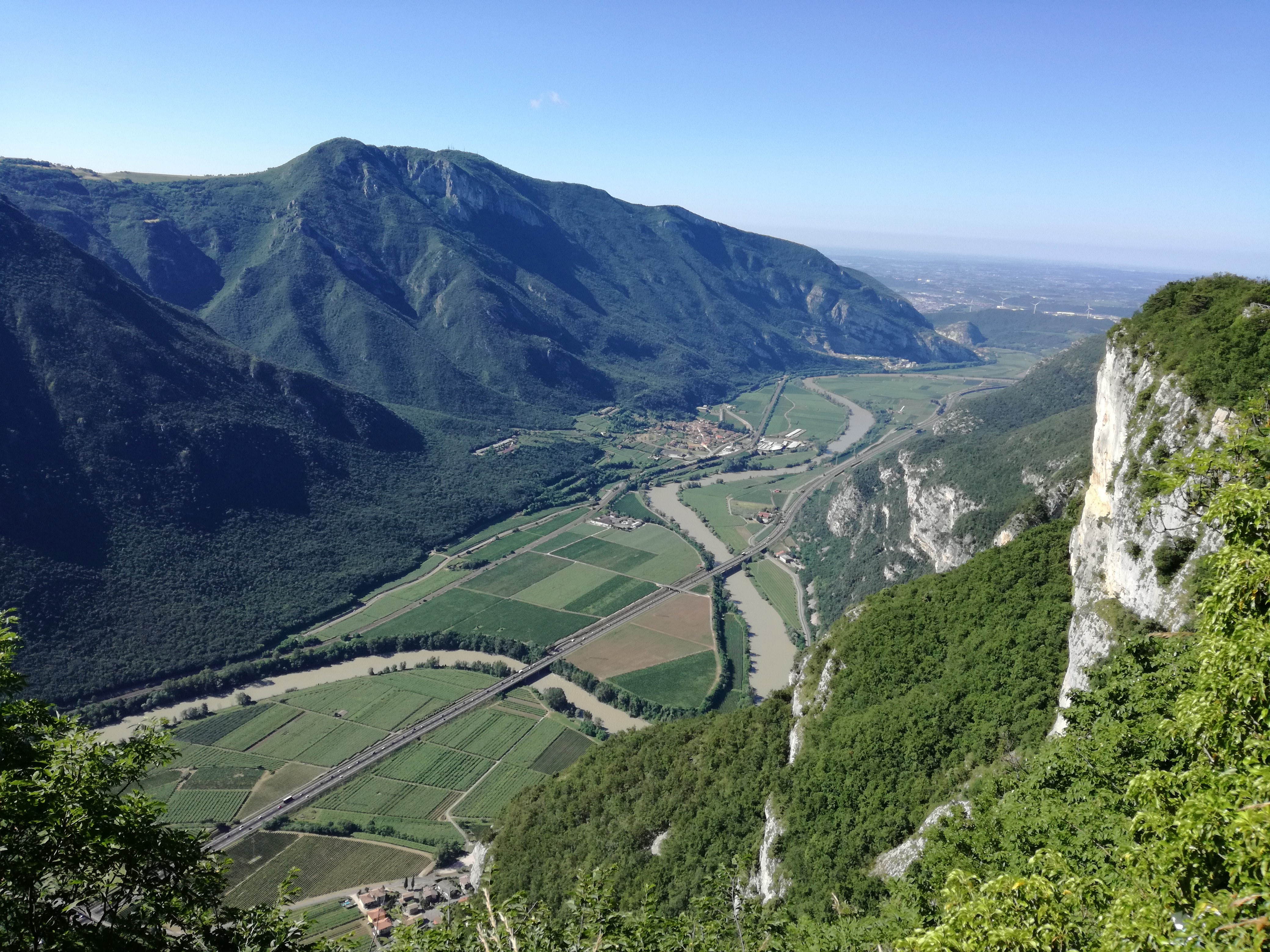
Ausblick auf das Etschtal und die Veroneser Klause mit dem Monte Pastello

## Bewaffnung
Im Jahr 1915 war das Fort bewaffnet mit:
- 4 Kanonen 149/35 S in Panzerkuppeln

sowie mit:
- 4 Kanonen 149G
- 4 Kanonen 87B[5][6]

in Feldstellungen.